# Caffè Pedrocchi
Il Caffè Pedrocchi, situato nel centro di Padova, in via VIII Febbraio nº 15, è un caffè storico di fama internazionale. Aperto giorno e notte fino al 1916 e perciò noto anche come il "Caffè senza porte", per oltre un secolo è stato un prestigioso punto d'incontro frequentato da intellettuali, studenti, accademici e uomini politici.
L'8 febbraio 1848, il ferimento di uno studente universitario all'interno del locale diede il via ai moti risorgimentali italiani; ancora oggi l'episodio è ricordato nell'inno ufficiale universitario, Di canti di gioia.

## Storia
(Stendhal)
Tra Settecento e Ottocento il consumo del caffè si è diffuso anche in Italia e si è andata così affermando la tradizione del caffè come circolo borghese e come punto d'incontro aperto, in contrapposizione alla dimensione privata dei salotti nobili. A Padova la presenza aggiuntiva di oltre tremila persone tra studenti, commercianti e militari fece sì che, più che in altri centri cittadini, si sviluppasse questo tipo di attività.
In questo contesto, nel 1772 il bergamasco Francesco Pedrocchi apre una fortunata "bottega del caffè" in un punto strategico di Padova, a poca distanza dall'Università, dal Municipio, dai mercati, dal teatro e dalla piazza dei Noli (oggi Piazza Garibaldi), da cui partivano diligenze per le città vicine, e dall'Ufficio delle Poste (oggi sede di una banca).

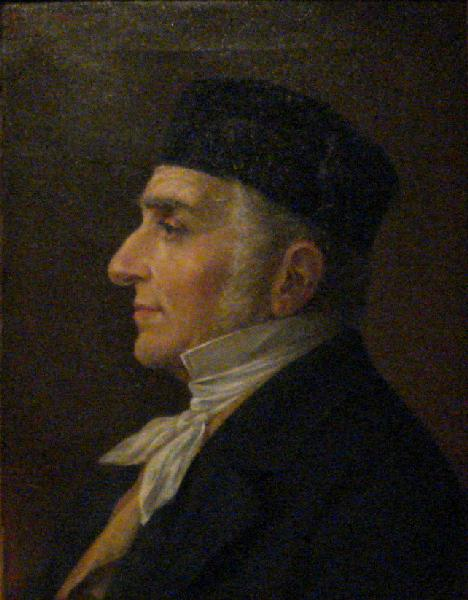
Ritratto di Antonio Pedrocchi, di Achille Astolfi, Museo del Risorgimento e dell'età contemporanea, Padova.

Il figlio Antonio, ereditata la fiorente attività paterna nel 1800, dimostra subito capacità imprenditoriali decidendo di investire i guadagni nell'acquisto dei locali contigui al suo e, nel giro di circa 20 anni, si ritrova proprietario dell'intero isolato, un'area pressappoco triangolare delimitata a est dalla via della Garzeria (oggi via VIII Febbraio), a ovest da via della Pescheria Vecchia (oggi vicolo Pedrocchi) e a nord dall'Oratorio di San Giobbe (oggi piazzetta Pedrocchi).
Il 16 agosto 1826 Antonio Pedrocchi presenta alle autorità comunali il progetto per la costruzione di uno stabilimento, comprendente locali destinati alla torrefazione, alla preparazione del caffè, alla "conserva del ghiaccio" e alla mescita delle bevande. Prima di questo cantiere, Pedrocchi aveva incaricato un altro tecnico, Giuseppe Bisacco, di eseguire i lavori di demolizione dell'intero isolato e di costruire un edificio ma, insoddisfatto del risultato, aveva richiesto a Giuseppe Jappelli, ingegnere e architetto già di fama europea e esponente di spicco della borghesia cittadina che frequentava il caffè, di riprogettare il complesso dandogli un'impronta elegante e unica.
Nonostante le difficoltà determinate dal dover disegnare su una pianta irregolare e dal dover coordinare facciate spazialmente diverse, Jappelli fu in grado di progettare un edificio eclettico che trova la sua unità nell'impianto di stile neoclassico. L'illustre veneziano volle trasferire in architettura la sua visione laica e illuminista della società, creando quello che poi diverrà uno degli edifici-simbolo della città di Padova.
Il piano terreno fu ultimato nel 1831, mentre nel 1839 venne realizzato il corpo aggiunto in stile neogotico denominato "Pedrocchino", destinato ad accogliere l'offelleria. In occasione del "IV Congresso degli scienziati italiani" (evento dal titolo significativo, visto che Padova si trovava ancora sotto la dominazione asburgica), nel 1842 si inaugurarono le sale del piano superiore che, secondo il gusto storicizzante dell'epoca, erano state decorate in stili diversi, creando un singolare percorso attraverso le civiltà dell'uomo.
Per la loro realizzazione Jappelli si avvalse della collaborazione dell'ingegnere veronese Bartolomeo Franceschini e di numerosi decoratori, tra cui il romano Giuseppe Petrelli, al quale si devono la fusione delle balaustre delle terrazze con i grifi e i quattro leoni ispirati a quelli del Campidoglio, i bellunesi Giovanni De Min, ideatore della sala greca, Ippolito Caffi della sala romana e Pietro Paoletti della sala pompeiana (o "ercolana"), il padovano Vincenzo Gazzotto, pittore del dipinto sul soffitto della sala rinascimentale.
Le sale del piano superiore erano destinate a incontri, convegni, feste e spettacoli e il loro utilizzo veniva concesso ad associazioni pubbliche e private che, a vario titolo, potevano organizzare eventi.
Antonio Pedrocchi si spense il 22 gennaio 1852. Animato dalla volontà di lasciare la gestione del suo caffè a una persona di fiducia, aveva adottato Domenico Cappellato, il figlio di un suo garzone, che alla morte del padre putativo si impegnò nel dare continuità all'impresa ricevuta in eredità, pur cedendo in gestione le varie sezioni dello stabilimento. Nel 1873 il caffè diventa protagonista di un racconto satirico pubblicato sul giornale cattolico padovano Il Codino dal polemista antirisorgimentale Alessio De Besi (1842-1893), intitolato Da Roma a Parigi da Parigi a Madrid e da Madrid a Vienna. 
Alla morte di Cappellato, avvenuta nel 1891, il caffè passa al Comune di Padova. In un testamento stilato alcuni mesi prima, Cappellato lasciava infatti lo stabilimento ai suoi concittadini:
(Dal testamento di Domenico Cappellato Pedrocchi)

### La decadenza

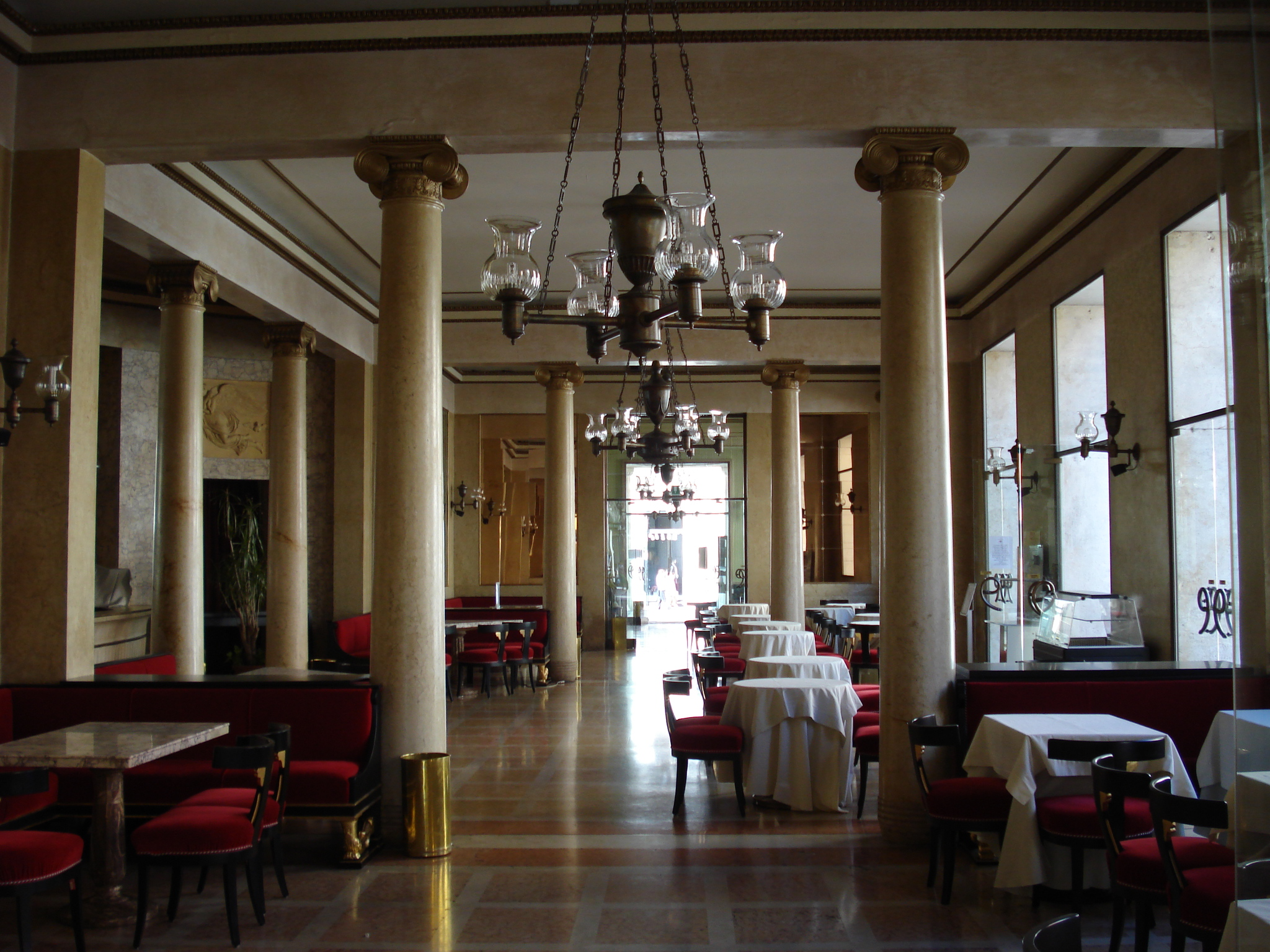
Uno scorcio della Sala Rossa al piano terra del caffè

Un inevitabile degrado dovuto alle difficoltà determinate dalla grande guerra caratterizzerà il caffè negli anni tra il 1915 e il 1924. In quest'ultima data hanno inizio i lavori di restauro del "Pedrocchino", che si protrarranno fino al 1927. Negli anni successivi va purtroppo dispersa gran parte degli arredi originari disegnati dallo stesso Jappelli, che verranno sostituiti via via nell'epoca fascista.
Dopo la seconda guerra mondiale, con il progetto dell'architetto Angelo Pisani che si impone contro quello di Carlo Scarpa, mai preso in considerazione dall'amministrazione comunale, si avvia un nuovo restauro che ridefinisce i vani affacciati sul vicolo posteriore, trasforma lo stesso vicolo in una galleria coperta da vetrocemento e ricava alcuni negozi, un posto telefonico pubblico e una fontana in bronzo sventrando parte dell'offelleria, del Ristoratore e demolendo la Sala del Biliardo.
Nonostante le proteste di molti cittadini e le perplessità della Soprintendenza ai monumenti, viene sostituito lo storico bancone in marmo con banchi di foggia moderna, viene installata una fontana luminosa al neon e le carte geografiche della sala centrale, caratterizzate dalla rappresentazione rovesciata delle terre emerse (curiosamente il sud viene rappresentato in alto) vengono sostituite da specchi.
Per buona parte degli anni ottanta e novanta il Pedrocchi rimane chiuso per difficoltà tra i titolari della gestione e il Comune; nel 1994 viene finalmente deciso il recupero dei locali e all'architetto Umberto Riva e ai collaboratori M. Macchietto, P. Bovini e M. Manfredi viene affidato il compito di rimediare ai danni provocati dal devastante restauro Pisani degli anni cinquanta e di riportare all'antico splendore i locali dello storico caffè.
Dopo l'esecuzione del primo stralcio di lavori, il 22 dicembre 1998 il caffè viene restituito ai cittadini di Padova.
Fino al 1916 il caffè rimase aperto giorno e notte (fu detto "il caffè senza porte").

## Architettura
Il Caffè Pedrocchi si configura come un edificio di pianta approssimativamente triangolare, paragonata a un clavicembalo. La facciata principale si presenta con un alto basamento in bugnato liscio, guarda verso est e si sviluppa lungo la via VIII Febbraio; su di essa si affacciano le tre sale principali del piano terra: la Sala Bianca, la Sala Rossa e la Sala Verde, così chiamate dal colore delle tappezzerie realizzate dopo l'Unità d'Italia nel 1861.
La Sala Rossa è quella centrale, divisa in tre spazi, è la più grande e vede attualmente ripristinato il bancone scanalato di marmo così come progettato da Jappelli. La Sala Verde, caratterizzata da un grande specchio posto sopra al camino, era per tradizione destinata a chi voleva accomodarsi e leggere i quotidiani senza obbligo di consumare. È stata pertanto ritrovo preferito degli studenti squattrinati e a Padova si fa risalire a questa consuetudine il modo di dire essere al verde. La Sala Bianca, si affaccia verso il Bo, conserva in una parete il foro di un proiettile sparato nel 1848 dai soldati austro-ungarici contro gli studenti in rivolta contro la dominazione asburgica. Inoltre, è anche nota come ambientazione scelta da Stendhal per il suo romanzo "La certosa di Parma". Completa il piano terra la Sala Ottagona o della Borsa, dall'arredo non troppo raffinato, destinata in origine alle contrattazioni commerciali.
A sud il caffè termina con una loggia sostenuta da colonne doriche e affiancata dal corpo neogotico del cosiddetto "Pedrocchino". Quest'ultimo, è costituito da una torretta a base ottagonale che rappresenta una fonte di luce, grazie alle finestre disposte su ogni lato. Inoltre, al suo interno è presente una scala a chiocciola.  Due logge nello stesso stile si trovano dislocate sul lato nord, e davanti a queste si trovano quattro leoni in pietra scolpiti dal Petrelli, che imitano quelli in basalto che ornano la cordonata del Campidoglio a Roma.
Tra le due logge del lato nord si trova una terrazza delimitata da colonne corinzie.
Il piano superiore o "piano nobile" è articolato in dieci sale, ciascuna decorata con uno stile diverso: 
1. Etrusca
2. Greca
3. Romana: caratterizzata da una pianta circolare;
4. Stanzino barocco
5. Rinascimentale
6. Gotica-medievale
7. Ercolana o pompeiana: tipici sono i decori che ricordano le ville romane;
8. Rossini: è la stanza più grande, infatti riproduce la stessa planimetria della sala Rossa del piano terra. In questa stanza, dedicata a Rossini e Napoleone, possiamo osservare degli stucchi a tema musicale che ne rappresentano simbolicamente la destinazione d'uso.
9. Moresca: molto piccola;
10. Egizia: ai quattro angoli della stanza troviamo dei piedistalli che sorreggono una finta trabeazione, e diversi attributi che ci rimandano alla cultura egiziana.

La chiave di lettura di questo apparato decorativo può essere quella romantica di rivisitazione nostalgica degli stili del passato. Non è esclusa però una chiave esoterica o massonica (Jappelli era massone). I simboli egizi precedono la decifrazione della scrittura geroglifica da parte di Champollion e sono piuttosto un omaggio al grande esploratore padovano Giovanni Battista Belzoni, che aveva scoperto numerosi monumenti egizi e di cui Jappelli aveva conoscenza diretta.

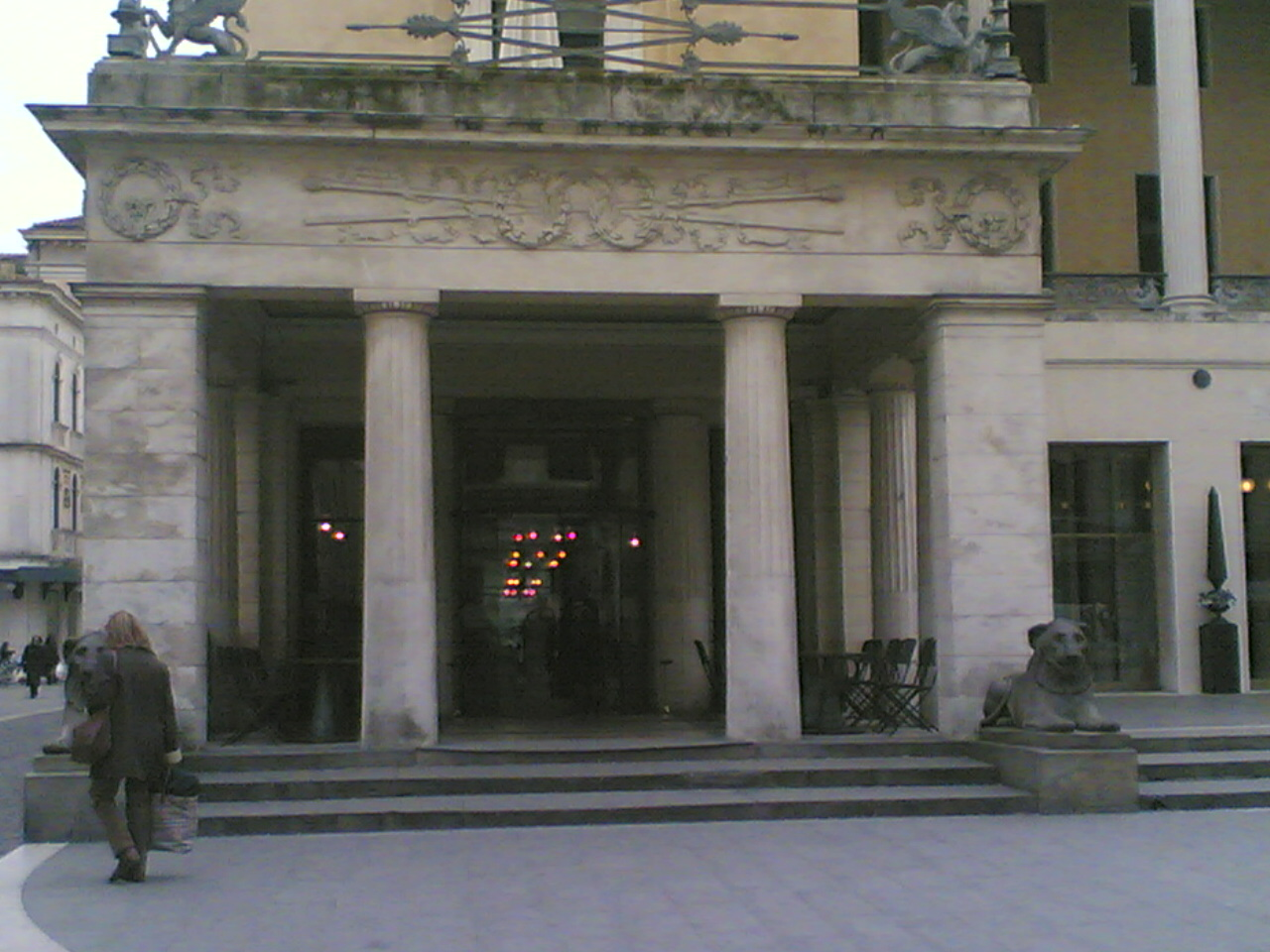
Una delle due logge settentrionali del Caffè Pedrocchi

Presso il piano nobile dello Stabilimento si trova il Museo del Risorgimento e dell'età contemporanea, dove sono conservati tra gli altri i ritratti del fondatore Antonio Pedrocchi e del suo successore Domenico Cappellato Pedrocchi, entrambi opera di Achille Astolfi.